# R136

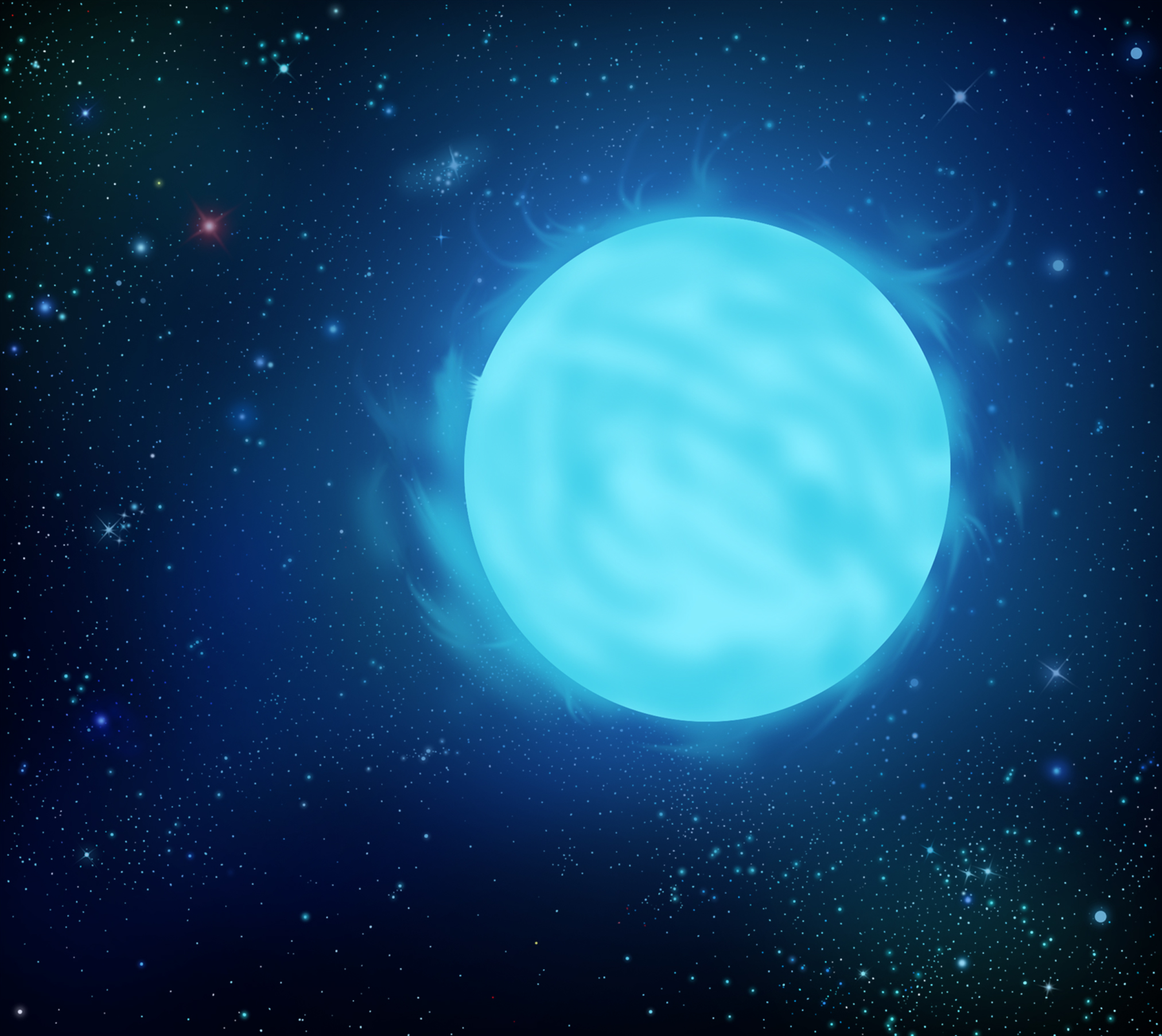
Představa nejhmotnější a nejzářivější hvězdy známého vesmíru R136a1, jejíž zářivost činí 8,7 milionu L_{☉} a hmotnost je 315 M_{☉}

R136 (Radcliffe 136, formálně označována jako RMC 136 podle katalogu Magellanových oblak Radcliffovy observatoře) je nakupení tisíců horkých modrých hvězd ležících v centrální oblasti otevřené hvězdokupy NGC 2070, která se nachází ve středu mlhoviny Tarantule severovýchodní části Velkého Magellanova oblaku. Jedná se o nejhmotnější a nejvíce horké známé hvězdy ve vesmíru, rodící se z prachu a plynového kokonu, jehož složení sestává dominantně z ionizovaného vodíku.
V rámci původní klasifikace hvězdokupa nepředstavovala definitivně zařazený stelární objekt a byla katalogizována pod označením HD 38268 a jako Wolfova–Rayetova hvězda Brey 82. Následně došlo ve spektrální klasifikaci k jejímu začlenění do třídy O. Předpokládá se, že vzhledem k vysoké hustotě mladých hvězd dojde v průběhu miliard let k její transformaci v kulovou hvězdokupu o nízké hmotnosti.

## Charakteristika
R136 emituje většinu energie, která činí Mlhovinu Tarantule viditelnou. Odhadovaná hmotnost hvězdokupy je 450 000 M☉. R136 má přibližně 200krát vyšší hvězdnou hustotu než typická asociace Cygnus OB2. Průměr centrálního nahromadění hvězd dosahuje okolo 2 pc, ačkoli celá hvězdokupa NGC 2070 je mnohem větší.
Předpokládá se, že stáří R136 činí méně než dva miliony roků. Žádná z hvězd není výrazně vyvinutá a o žádné se neuvažuje, že vybuchla jako supernova. Nejjasnější zástupci patří mezi WNh hvězdy a modré obry spektrálního typu O. V nakupení naopak chybí červení veleobři, či modří hyperobři. Na periferii byl zaznamenán malý počet hvězd třídy B, ovšem méně hmotných a s menším zářivým výkonem.

### 2001: Objev nejhmotnější hvězdy
R136a je jasné jádro ve středu R136.
V září roku 2001 astronomové Philip Massey, Laura R. Pennyová a Julia Vukovichová objevili v R136 hvězdu k danému datu považovanou za nejhmotnější známou ve vesmíru. Patří do spektrální třídy O3 jako jedna ze složek spektroskopické a zákrytové dvojhvězdy R136-38. Hmotnost větší hvězdy v tomto páru byla určena na 56,9 ± 0,6 M☉, její průměr pak na cca devětkrát větší než průměr Slunce (t.j. asi 12,6×106 km), její povrchová teplota činila 50 000 K. Slabší složkou dvojhvězdy je hvězda spektrální třídy O6 s průměrem 6,4 slunečních průměrů a teplotou 42 000 K. Oběžná doba činí tři dny a devět hodin.

## Součásti
| Základní data hvězd RMC 136 a/b/c | Základní data hvězd RMC 136 a/b/c | Základní data hvězd RMC 136 a/b/c | Základní data hvězd RMC 136 a/b/c | Základní data hvězd RMC 136 a/b/c | Základní data hvězd RMC 136 a/b/c | Základní data hvězd RMC 136 a/b/c | Základní data hvězd RMC 136 a/b/c     | Základní data hvězd RMC 136 a/b/c |
| Název                             | rektascenze                       | deklinace                         | V (F555W)                         | spektrální třída                  | MV (F555W)                        | teplota (K)                       | zářivost ({\displaystyle L_{\odot }}) | hmotnost (M☉)                     |
| --------------------------------- | --------------------------------- | --------------------------------- | --------------------------------- | --------------------------------- | --------------------------------- | --------------------------------- | ------------------------------------- | --------------------------------- |
| R136a1                            | 05h 38m 42.39s                    | −69° 06′ 02,91″                   | 12,28                             | WN5h                              | −8,09                             | 53 000                            | 8 710 000                             | 315                               |
| R136a2                            | 05h 38m 42.40s                    | −69° 06′ 02,88″                   | 12,80                             | WN5h                              | −7,52                             | 53 000                            | 4 266 000                             | 195                               |
| R136a3                            | 05h 38m 42.33s                    | −69° 06′ 03,27″                   | 12,97                             | WN5h                              | −7,39                             | 53 000                            | 3 802 000                             | 180                               |
| R136a4                            | 05h 38m 42.34s                    | −69° 06′ 02,60″                   | 13,96                             | O2–3V                             | −6,51                             | 51 000                            | 2 884 000                             | 124                               |
| R136a5                            | 05h 38m 42.43s                    | −69° 06′ 02,73″                   | 13,71                             | O2If*                             | −6,65                             | 50 000                            | 2 089 000                             | 101                               |
| R136a6                            | 05h 38m 42.29s                    | −69° 06′ 03,37″                   | 13,35                             | O2If                              | −6,96                             | 46 000                            | 3 311 000                             | 150                               |
| R136a7                            | 05h 38m 42.41s                    | −69° 06′ 02,57″                   | 13,97                             | O3III(f*)                         | −6,10                             | 46 000                            | 977 000                               | 69                                |
| R136a8                            | 05h 38m 42.37s                    | −69° 06′ 01,9″?                   | 14,42                             | O2–3V                             | −6,05                             | 51 000                            | 1 905 000                             | 96                                |
| R136b                             | 05h 38m 42.74s                    | −69° 06′ 03,78″                   | 13,24                             | O4If/WN8                          | −7,31                             | 41 000                            | 1 995 000                             | 93                                |
| R136c                             | 05h 38m 42.90s                    | −69° 06′ 04,83″                   | 12,86                             | WN5h                              | −7,9                              | 51 000                            | 5 623 000                             | 230                               |

## Galerie

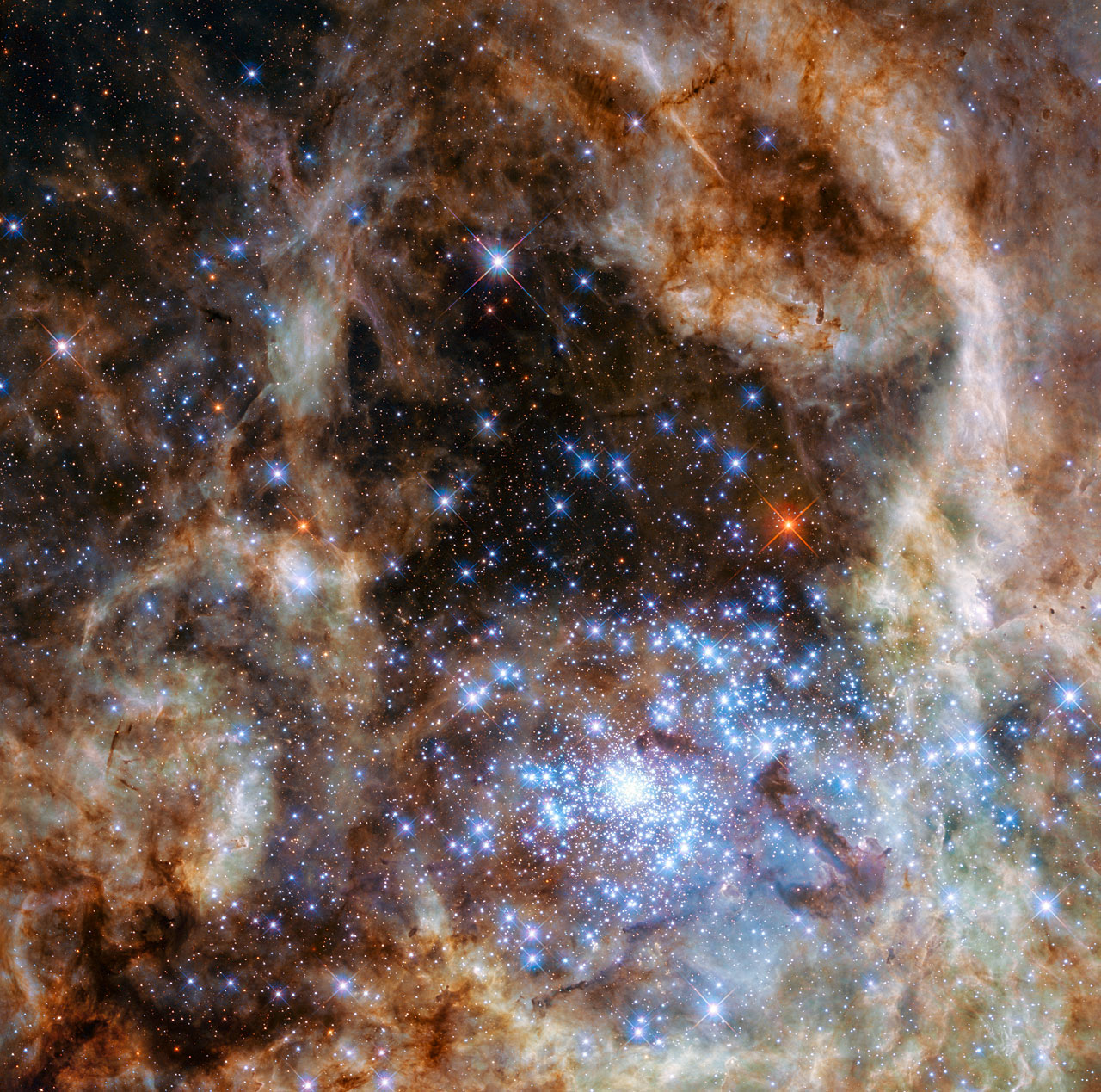
R136 na snímku WFC3 (HST)
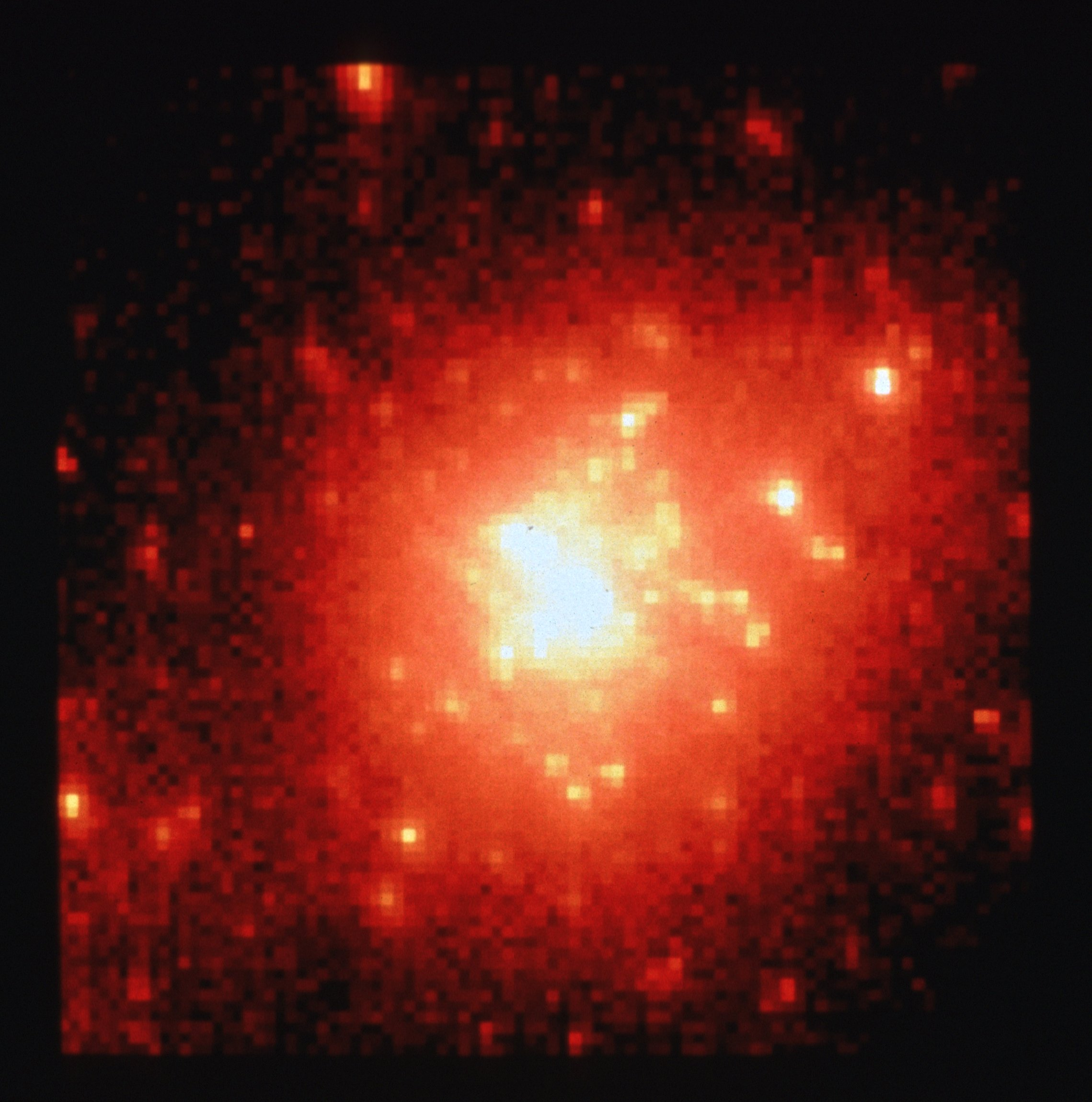
Shluk hvězd v R136 (HST)
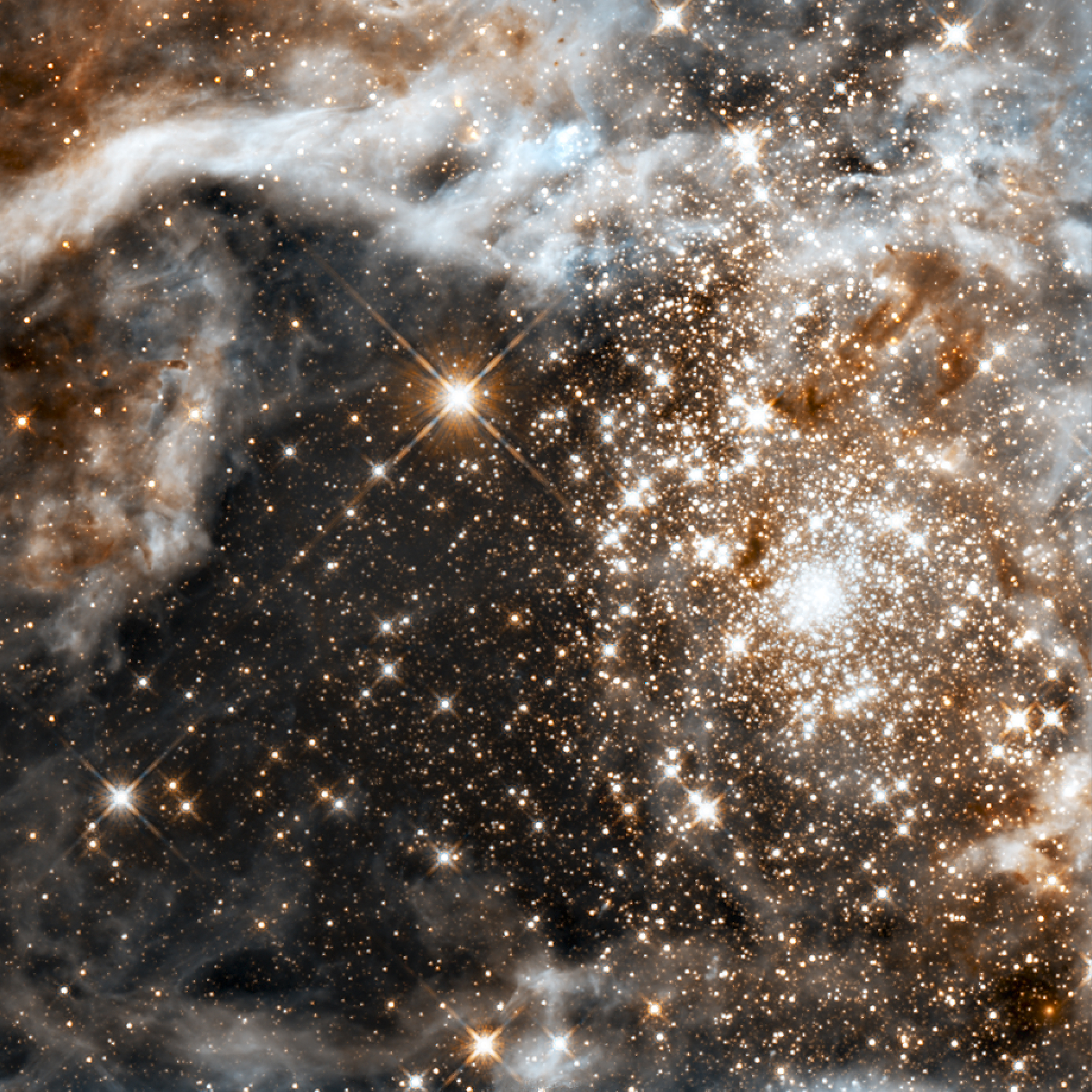
R136 v infračerveném světle (HST)
Střed mlhoviny Tarantule, mladé modré hvězdy R136 v pravém dolním kvadrantu (HST)